# Better Things
Better Things ist eine US-amerikanische Comedy-Serie.
Die deutschsprachige Fassung der ersten Staffel wird seit dem 4. Oktober 2017 in der Megathek, einem Portal von Telekom Deutschland und deren Dienst Magenta TV, erstveröffentlicht. Im Mai 2020 wurde die Serie um eine fünfte und letzte Staffel verlängert. Das Serienfinale fand am 25. April 2022 statt. 

## Inhalt
Die Serie handelt von einer Schauspielerin, die als alleinstehende, geschiedene Mutter von drei Töchtern das Leben zu meistern versucht.

## Besetzung und Synchronisation
Die deutschsprachige Synchronisation der Serie erfolgt durch die Arena Synchron GmbH, Berlin unter Dialogregie von Ralph Beckmann.

### Hauptdarsteller
| Rolle       | Auftritte | Schauspieler    | Synchronsprecher   |
| ----------- | --------- | --------------- | ------------------ |
| Sam Fox     | 1.01–5.10 | Pamela Adlon    | Vera Teltz         |
| Max Fox     | 1.01–5.10 | Mikey Madison   | Sarah Tkotsch      |
| Frankie Fox | 1.01–5.10 | Hannah Alligood | Charlie Niesner    |
| Duke Fox    | 1.01–5.10 | Olivia Edward   | Marie Düe          |
| Phyllis     | 1.01–5.10 | Celia Imrie     | Monica Bielenstein |

### Wiederkehrende- und Gastdarsteller
| Rolle            | Auftritte                                               | Schauspieler      | Synchronsprecher  |
| ---------------- | ------------------------------------------------------- | ----------------- | ----------------- |
| Rich             | 1.05–1.06, 2.04, 2.06, 2.10 3.01, 3.03, 3.12            | Diedrich Bader    | Thomas Nero Wolff |
| Macy             | 1.05–1.06, 1.08–2.02, 2.10                              | Lucy Davis        | Antje von der Ahe |
| Sunny            | 1.02–1.04, 1.06, 2.01–2.02, 2.08, 3.03, 3.07            | Alysia Reiner     | Katrin Zimmermann |
| Jeff             | 1.03, 2.01–2.02, 2.07–2.08, 2.10, 3.03                  | Greg Cromer       |                   |
| Tressa           | 1.04–1.05, 1.08, 1.10, 2.01–2.06, 2.10, 3.03, 3.09–3.10 | Rebecca Metz      | Cornelia Waibel   |
| Joy              | 1.02, 1.06–1.07, 2.03                                   | Patricia Scanlon  |                   |
| Xander           | 1.06, 2.04, 2.10, 3.03, 3.06, 3.08                      | Matthew Glave     | Thomas Schmuckert |
| Robin            | 2.03–2.07                                               | Henry Thomas      |                   |
| Marion           | 2.05, 2.10, 3.03, 3.06, 3.08                            | Kevin Pollak      | Uwe Büschken      |
| Dr. David Miller | 3.06–3.07, 3.10, 3.12                                   | Matthew Broderick |                   |
| Nikki            | 2.02, 3.04                                              | Janina Gavankar   | Marieke Oeffinger |
| Mer Kodis        | 3.02, 3.03, 3.04, 3.09                                  | Marsha Thomason   |                   |
| Tibor            | 3.02, 3.06                                              | Kris Marshall     |                   |
| Doug Jones       | 3.02, 3.04                                              | Doug Jones        |                   |
| Walter           | 2.05, 3.03, 3.08, 3.10, 3.12                            | Harrison Page     | Georg Tryphon     |
| Lala             | 3.05, 3.10                                              | Judy Reyes        | Tanja Geke        |
| Lenny            | 3.05, 3.10                                              | Cree Summer       |                   |
| Murray Fox       | 1.01, 3.01, 3.03–3.04, 3.07, 3.09–3.12                  | Adam Kulbersh     | Lutz Schnell      |